# Antoni Tur Ferrer
Antoni Tur Ferrer, més conegut com a Toni Xica (Formentera, 1921). Volia estudiar per a mestre però l'inici de la guerra civil espanyola ho va impedir.
Després de treballar uns anys a l'Ajuntament de Formentera fou funcionari de Correus des de finals dels anys quaranta fins que es va jubilar el 1986. A principis dels anys cinquanta, obrí una llibreria. També va aprendre idiomes, la qual cosa li va permetre fer d'intermediari de la gran quantitat de visitants estrangers que residien a Formentera, i va estudiar topografia, especialitat a la qual va dedicar el seu temps lliure durant molts d'anys.
El 1970 va ser nomenat jutge de pau de Formentera per elecció del ple de l'Ajuntament de l'illa, càrrec que va ocupar durant 25 anys. A finals dels anys setanta, va ser impulsor, juntament amb altres pares, de l'actual Institut d'Ensenyament Secundari IES Marc Ferrer de Formentera, així com promotor i membre actiu de l'Associació de Pares d'Alumnes del centre.
Arribada la dècada dels vuitanta va ampliar la seva activitat cívica com a membre de la Junta Directiva de la Petita i Mitjana Empresa de Formentera, de la qual fou elegit president. Una vegada jubilat, va ser un dels impulsors del Club de Jubilats de Formentera i membre de la seva Junta Directiva. El 2006 va rebre la Medalla d'Or de la Comunitat Autònoma de les Illes Balears.